# Amaryllis belladonna

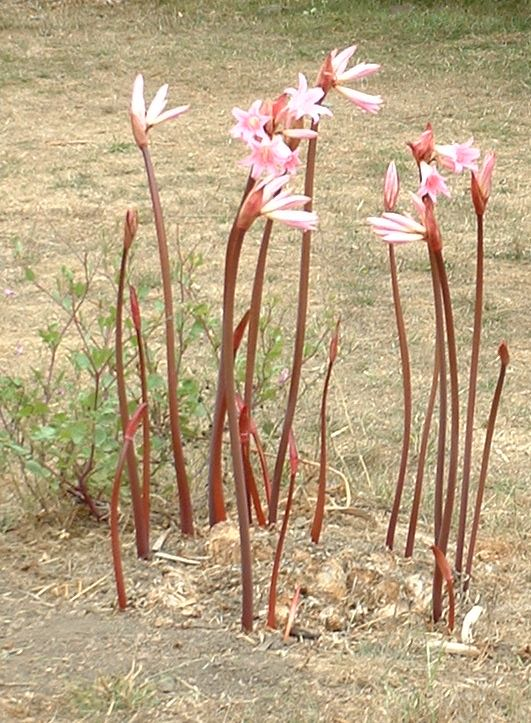
Amarílis no início da floração (Parque Sinkyone Wilderness State, California)

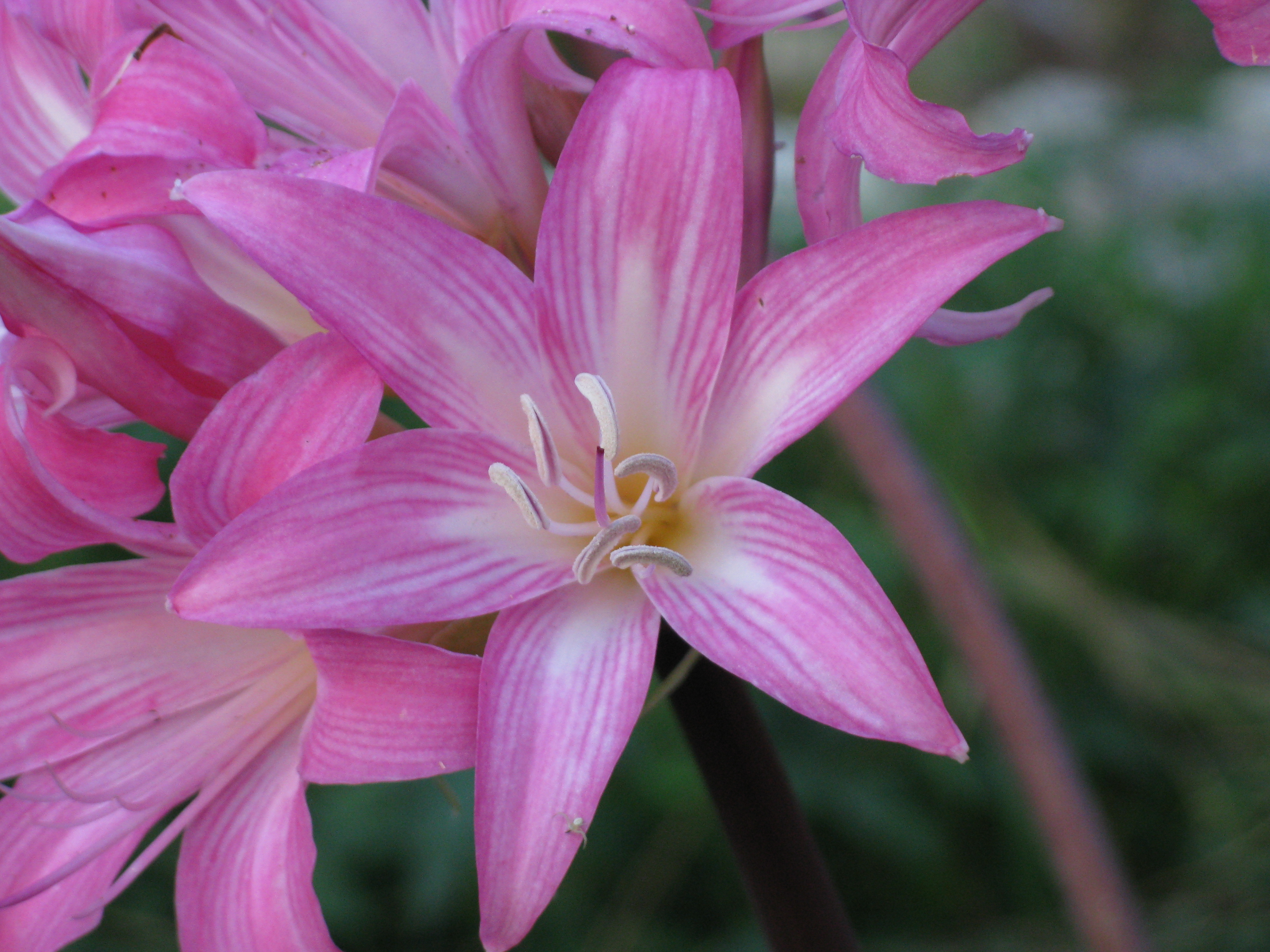
Flores de amarílis.

Amaryllis belladonna L., comummente conhecida como amarílis, é uma planta perene, bolbosa, pertencente à família das amarilidáceas e ao tipo fisionómico dos geófitos. É nativa do Cabo Ocidental, África do Sul, distinguindo-se pelas vistosas flores atrombetadas que lhe aparecem sazonalmente, logo após as primeiras chuvas depois da estiagem e antes das folhas.
Introduzida na Europa no século XVIII, a planta é cultivada em regiões livres de geadas intensas para fins ornamentais, geralmente em bermas de caminhos e estradas e em taludes. Também é utilizada como planta envasada para decoração de interiores.
Apresenta fortes semelhanças com diversas espécies do género Hippeastrum, da América tropical, cujas flores são comercializadas sob o nome comum de amarílis.

## Nomes comuns
Além de «amarílis», esta espécie dá ainda pelos seguintes nomes comuns: beladona-falsa, beladona-bastarda e amarílide.

### Etimologia
Quanto ao nome científico:
- O nome genérico Amaryllis foi adoptado por Lineu, com base no étimo latino Ămăryllis[7], que constitui um nome convencional de camponesa, usado nas Éclogas de Virgílio[8], bem como em obras de Teócrito e Ovídio.[9]  Este nome próprio, por seu turno provém do étimo grego clássico ἀμαρύσσω[10] (latinizado como amarysso), que significa «cintilante; reluzente; deslumbrante».[9]

- O epíteto específico, belladonna, foi usado pela primeira vez por Pier Andrea Mattioli, no séc. XVI, para aludir à erva de beladona.[11] Trata-se de uma aglutinação dos étimos latinos belle[12], que significa «bonito; bem-feito; harmonioso», e donna, do italiano clássico, que significa «dama, senhora».[13] Esta designação vinha por alusão à utilidade cosmética, associada à beladona, cujo sumo era usada no Renascimento, como um colírio cosmético, dilatando as pupilas das damas.[11]

Quanto aos nomes comuns: «amarílide» trata-se de uma aportuguesamento do nome genérico, ao passo que os nomes comuns «beladona-falsa» e «beladona-bastarda» existem por alusão ao epíteto específico, que por seu turno serve para fazer menção das semelhanças desta espécie com a Atropa belladonna.

## Descrição
A planta desenvolve-se a partir de um bolbo arredondado, semelhante a uma cebola, de 5 a 10 cm de diâmetro, revestido por escamas acastanhadas. O bolbo instala-se próximo da superfície do solo e apresenta taxa de crescimento moderada, mantendo-se activo durante múltiplos anos. O bolbo permanece em dormência durante o verão, perdendo as folhas e escapos florais logo que se desenvolvem condições de secura no solo. O bolbo é tóxico quando ingerido por humanos devido à presença de diversos alcalóides, entre os quais licorina, o qual afecta o coração, pelo que se os bolbos forem ingeridos em quantidade podem ser fatais.
As folhas são simples, de coloração verde a verde-escuro, baças, lineares a sublanceoladas, paralelinervadas, com 30 a 50 cm de comprimento e 2 a 3 cm de largura, com desenvolvimento basípeto, agrupadas em duas filas opostas. As folhas surgem no final do outono, após o fim da estiagem, e secam no final da primavera, o que marca a entrada em dormência do bolbo. O bolbo permanece em dormência até às primeiras chuvas, quebrando a latência com a emissão do escapo floral, o que precede em algumas semanas o aparecimento das folhas.
As flores surgem numa inflorescência umbeliforme instalada sobre um escapo floral com até 60 cm de altura a partir do solo, de consistência herbácea, oco, liso e de cor castanho-avermelhado brilhante. Cada inflorescência pode conter até 9-12 flores, agrupadas em trímeros rodeados por brácteas, e tende a orientar-se na direcção em que recebe mais radiação solar. A floração tende a ocorrer entre Setembro e Outubro.
As flores têm formato de trombeta, com até 10 cm de comprimento e corola com 8 cm de diâmetro, exibindo uma alargada paleta de colorações que vai desde o rosa, o branco e o vermelho até ao lilás ou ao alaranjado. Embora a maioria das flores apresente cores pálidas, inicialmente tendendo para o rosa-claro, escurecem para o rosa-escuro ou vermelho com o envelhecimento. Existem cultivares com coloração floral mais acentuada, incluindo tons de lilás e de alaranjado. A flor emite um odor agradável, mais intenso ao anoitecer. As flores são hermafroditas, com os 6 estames e estilete fortemente encurvados para cima.
O fruto é uma cápsula loculicida, ligeiramente carnosa, com sementes aplanadas, de coloração castanho-escura, sem asa.
O género foi considerado monotípico, tendo como única espécie a A. belladonna, até ser descrita a a espécie Amaryllis paradisicola

## Cultivo
A forma mais comum de cultivo é através do transplante de bolbos, o que deve ser feito na primavera, quando estes iniciam a sua fase de dormência. O plantio é feito em covetas estreitas e profundas para facilitar o enraizamento. O solo ideal para o crescimento desta planta é uma mistura de terra de jardim e solo mineralizado.
A cultura não necessita de quaisquer cuidados, podendo manter-se indefinidamente sem qualquer intervenção humana. Contudo, em regiões sujeitas a geadas, há que ter em atenção a sensibilidade das gemas dos bolbos à congelação, pois se esta danificar a gema o bolbo degenera e morre. Nessas regiões, para evitar os danos pelo frio, os bolbos devem ser recobertos com palhas, manta morta ou detritos vegetais.
A planta é resistente à secura, permanecendo dormente até a humidade no solo permitir o seu desenvolvimento. Por essa razão apenas necessita de rega em situações de secura extrema ou quando ocorram secas outonais ou invernais após chuvas que tenham quebrado a dormência.
As necessidades de luz variam segundo a época do ano, mas a espécie prefere locais bem expostos ao sol, preferencialmente em taludes voltados para o equador ou em zonas bem drenadas e despidas de vegetação de grande porte que possa causar ensombramento. Apesar disso tolera alguma sombra, embora perca vigor e reduza a floração.

## Toxicidade
Todas as partes da planta contêm alcalóides tóxicos, sendo que a maior concentração ocorre no bolbo e nas sementes. O principal alcalóide presente é a amelina, mas também estão presentes em concentração significativa os alcalóides licorina (o principal tóxico para os humanos), caranino, acetilcaranino e undulatin. Algumas fontes apontam a licorina como o principal alcalóide. Poderão existir diferenças regionais e sazonais na concentração relativa dos diversos alcalóides. As espécies do género Hippeastrum contêm alcalóides similares.
Dada a sua toxicidade, extractos da planta foram utilizados como veneno, incluindo para envenenar flechas e outras armas perfurantes.
Em humanos, os sintomas de envenenamento incluem náuseas, vómitos, tonturas e sudorese. Também pode ocorrer diarreia e insuficiência renal. Na intoxicação grave, a morte ocorre por insuficiência respiratória.
Os alcalóides presentes em A. belladonna são citotóxicos, razão pela qual são classificados como «muito tóxicas» (classe de toxicidade Ib). Já foi documentada a morte de crianças africanas após o consumo de bolbos. O LD50  para ratos é de 5 mg/kg de peso corporal quando em aplicação intraperitoneal. Foi demonstrado que a ingestão de 200 g de material fresco do bolbo é letal para ovelhas. Para pessoas uma dose de 2-3 g de material fresco do bolbo pode ser mortal.
Para cães, o LD50  da licorina pura é de 41 mg/kg de peso corporal, sendo o alcalóide citotóxico, com efeito emético e diurético.
A amelina tem uma eficácia analgésica comparável à morfina, mas o alcalóide é considerado demasiado tóxico para utilização em medicina.
A acetilcaranina estimula a útero e tem actividade anti-leucémica. Estudos em animais demonstraram que a caranina causa paralisia respiratória e morte.
Em caso de intoxicação, como medida imediata de primeiros socorros e terapia clínica deve ser induzido o vómito, a que se deve seguir a a administração de carvão activado e sulfato de sódio, acompanhado de abundante ingestão de líquidos, especialmente chá. Ao mesmo tempo deve ser realizada a profilaxia necessária para evitar a entrada em choque.
No tratamento clínico é usada a lavagem gástrica, possivelmente recorrendo a uma solução de permanganato de potássio. Além disso, é aconselhável a administração de um electrólito de reanimação e o tratamento da acidose com bicarbonato de sódio. Além disso, é necessário o controlo da função renal. Caso ocorram cólicas pode ser administrado um diazepam. Em caso de intoxicação grave é necessária a intubação e a ventilação mecânica.

## Sinonímia
A espécie, dada a variabilidade da coloração das suas flores, foi repetidamente descrita, resultando numa extensa sinonímia:
| - Amaryllis blanda Ker Gawl. - Amaryllis longipetala Lem. - Amaryllis obliqua L.f. ex Savage - Amaryllis pallida Delile - Amaryllis pudica Ker Gawl. - Amaryllis regalis Salisb. - Amaryllis rosea Lam. - Belladonna blanda (Ker Gawl.) Sweet - Belladonna pallida (Delile) Sweet - Belladonna pudica (Ker Gawl.) Sweet - Belladonna purpurascens Sweet - Brunsvigia blanda (Ker Gawl.) L.S.Hannibal - Brunsvigia major Traub - Brunsvigia rosea (Lam.) L.S.Hannibal - Brunsvigia rosea var. blanda (Ker Gawl.) Traub | - Brunsvigia rosea var. elata L.S.Hannibal - Brunsvigia rosea var. longipetala (Lem.) Traub - Brunsvigia rosea var. major L.S.Hannibal - Brunsvigia rosea var. minor L.S.Hannibal - Brunsvigia rosea var. pallida (Delile) L.S.Hannibal - Brunsvigia rosea var. pudica (Ker Gawl.) L.S.Hannibal - Callicore rosea (Lam.) Link - Coburgia belladonna (L.) Herb. ex Sims - Coburgia blanda (Ker Gawl.) Herb. ex Sims - Coburgia pallida (Delile) Herb. - Coburgia pudica (Ker Gawl.) Herb. ex Sims - Coburgia rosea (Lam.) Gouws - Imhofia rosea (Lam.) Salisb. - Leopoldia belladonna (L.) M.Roem. - Zephyranthes pudica (Ker Gawl.) D.Dietr. |

A autoridade científica da espécie é L., tendo sido publicada em Sp. Pl.: 293. 175.

## Distribuição
Originária da África Austral.

### Portugal
Trata-se de uma espécie presente no território português, nomeadamente em Portugal Continental, no Arquipélago dos Açores e no Arquipélago da Madeira.
Em termos de naturalidade é introduzida nas duas regiões atrás referidas.

## Protecção
Não se encontra protegida por legislação portuguesa ou da Comunidade Europeia.

## Propriedades medicinais
Vários compostos foram encontrados em bulbos de A. belladonna, incluindo, 1,4-dihidroxi-3-metoxi powellan, que é um alcalóide. Observou-se que os alcalóides deste bulbo vegetal têm propriedades para combater a malária causada por P. falciparum.

## Ligações externas

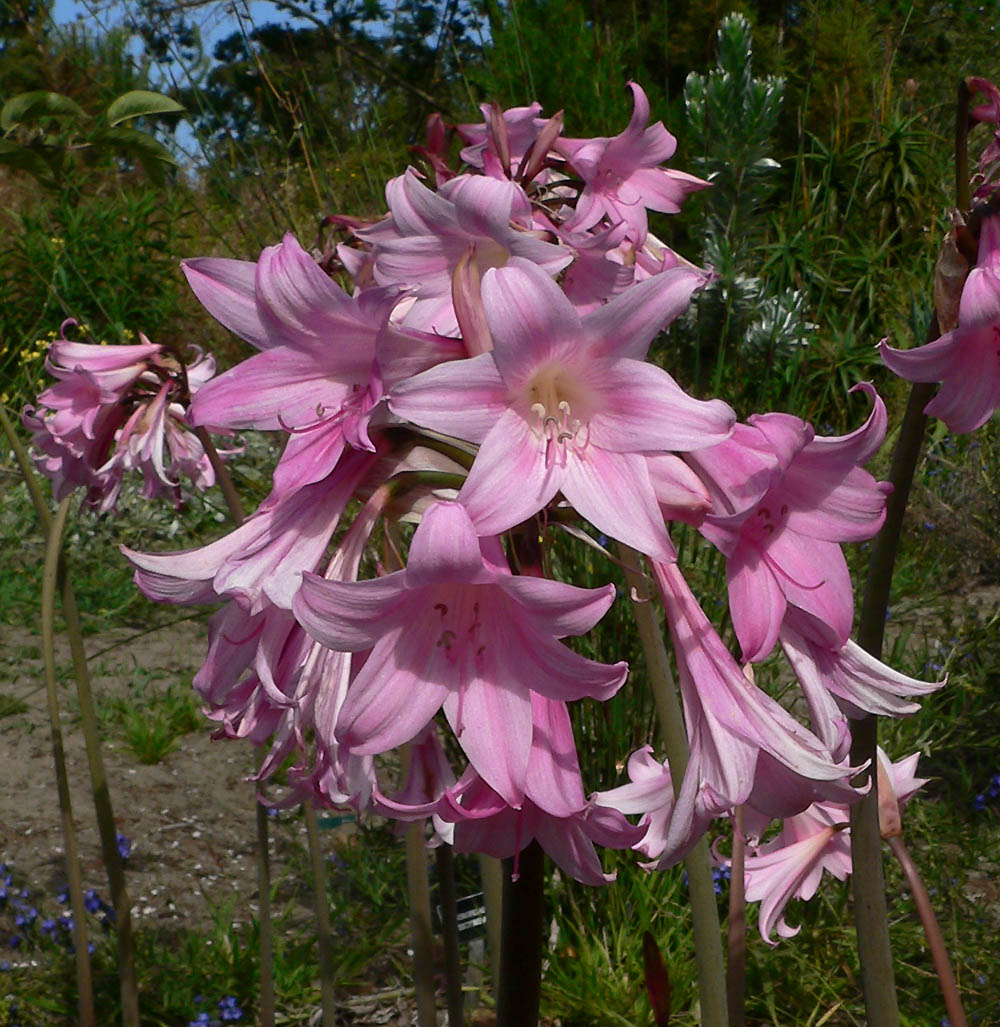
Inflorecência de A. belladonna.
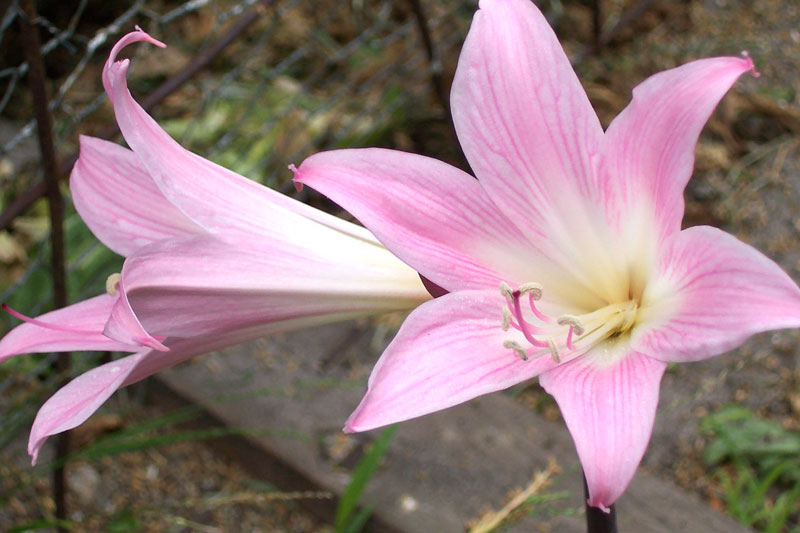
Flores de Amaryllis belladonna.
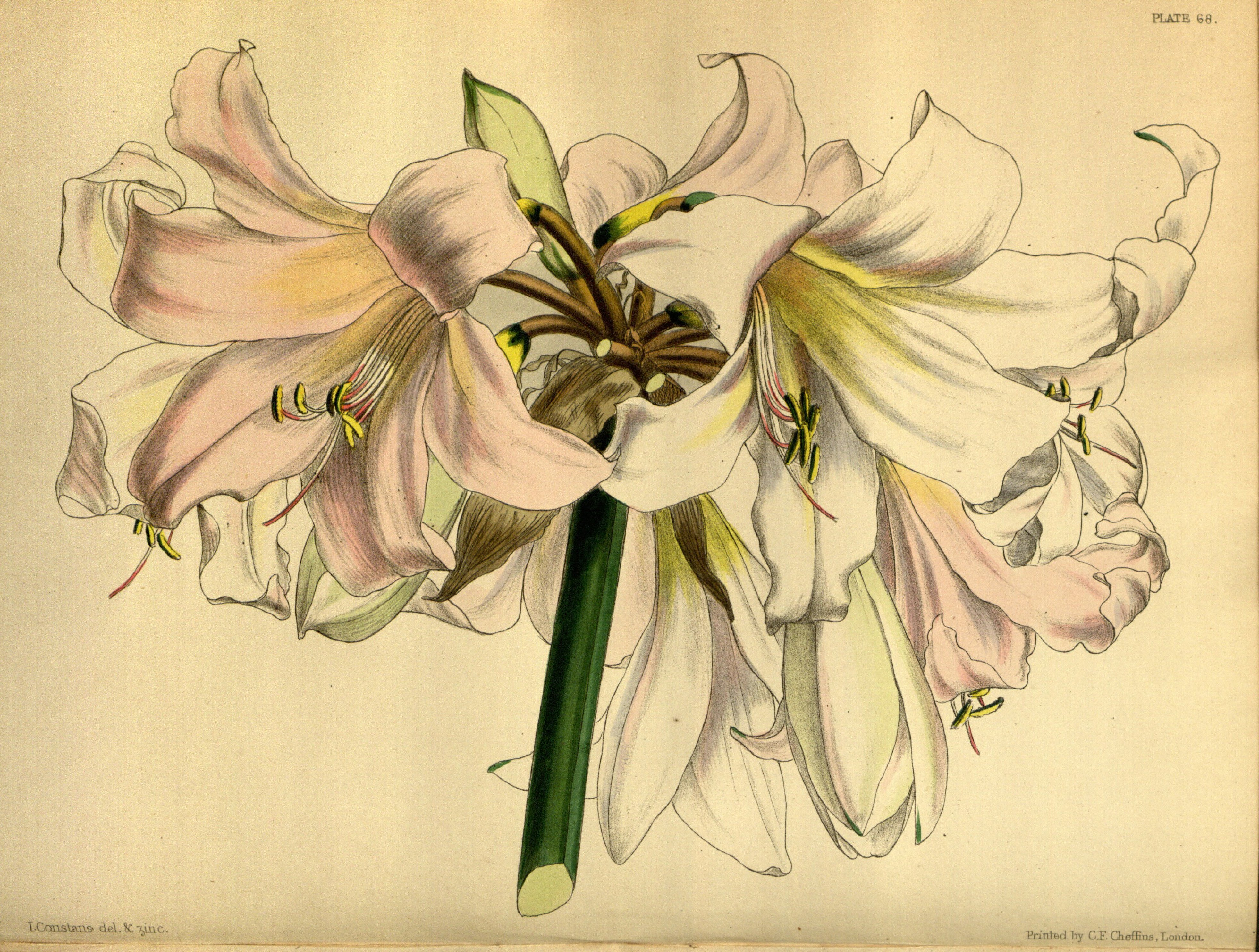
Gravura (Paxton's Flower Garden, vol. 2, gr. 68).
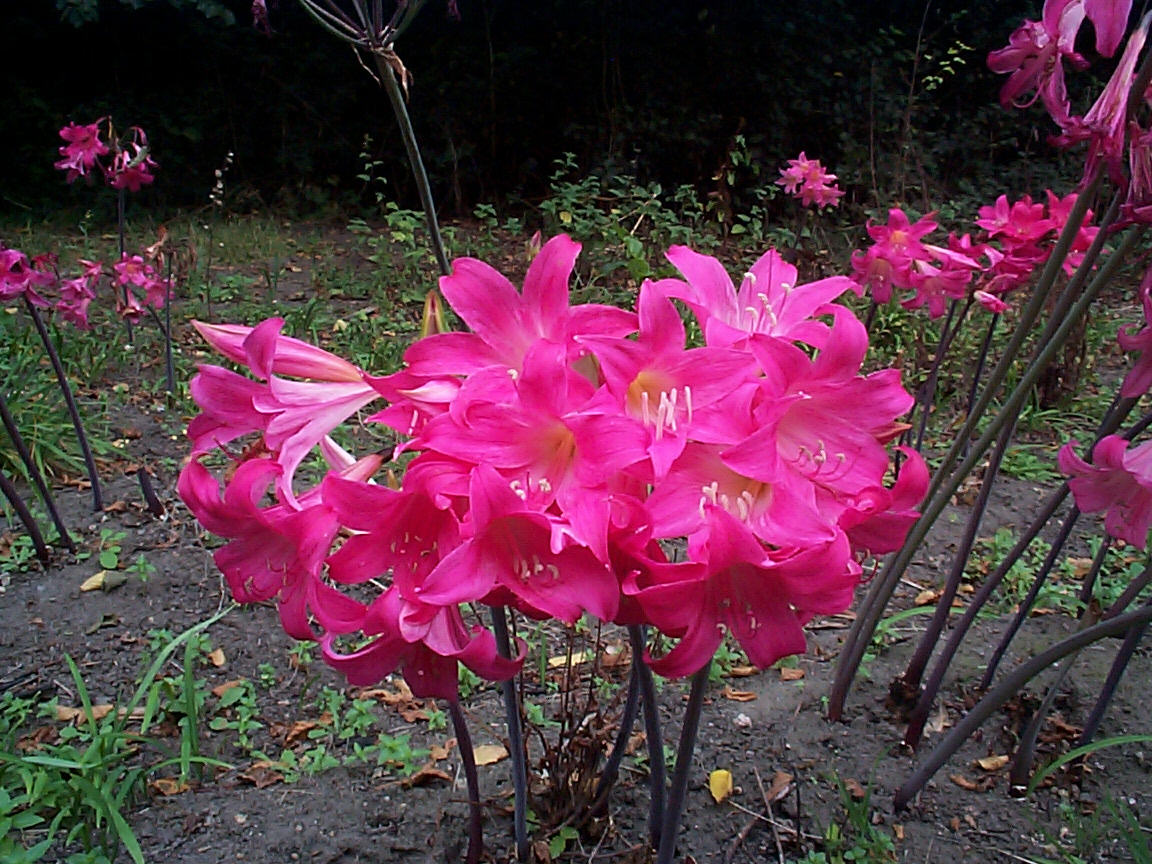
Cultivar de cor vermelha.
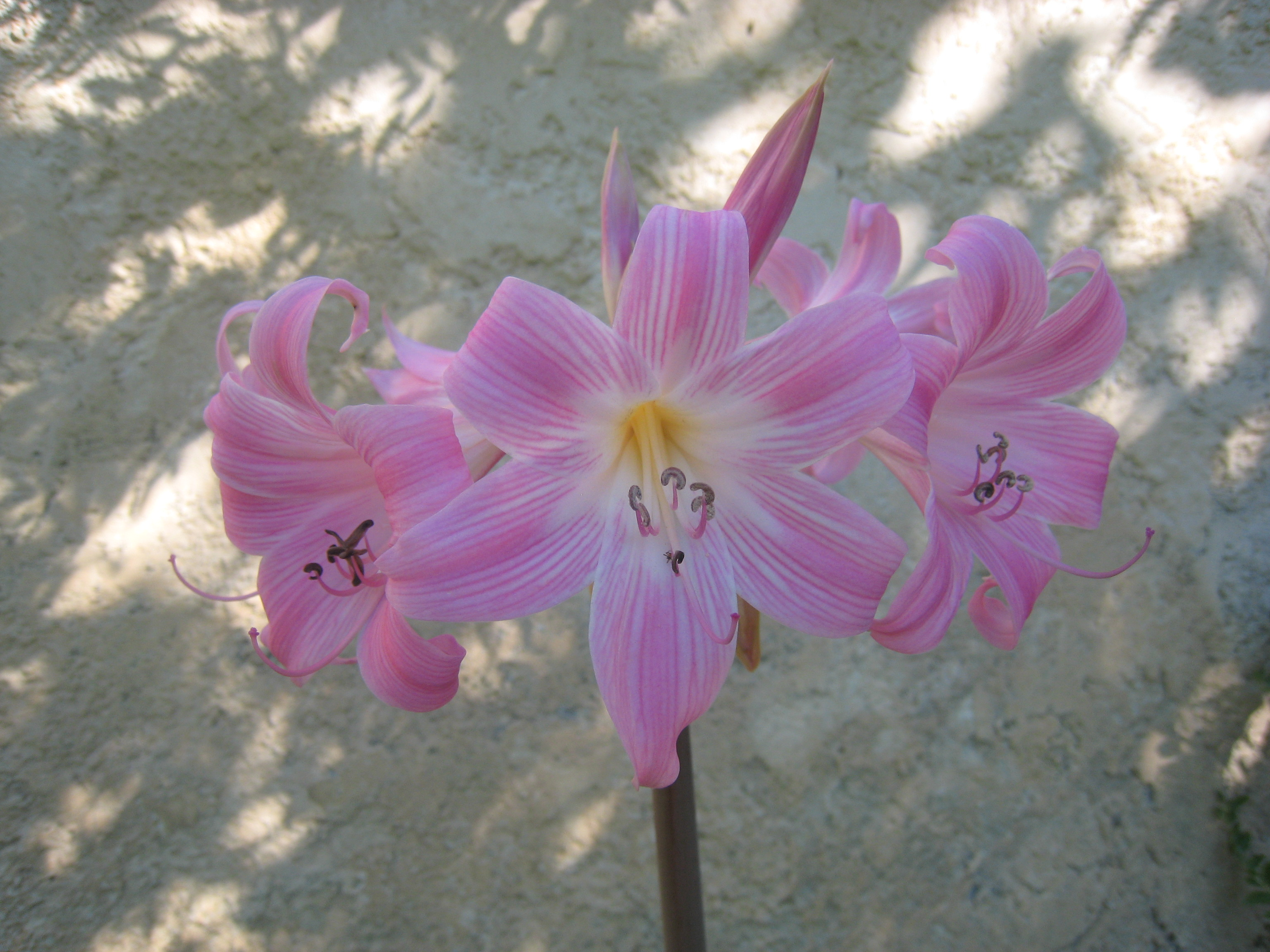
Cultivar variegado.
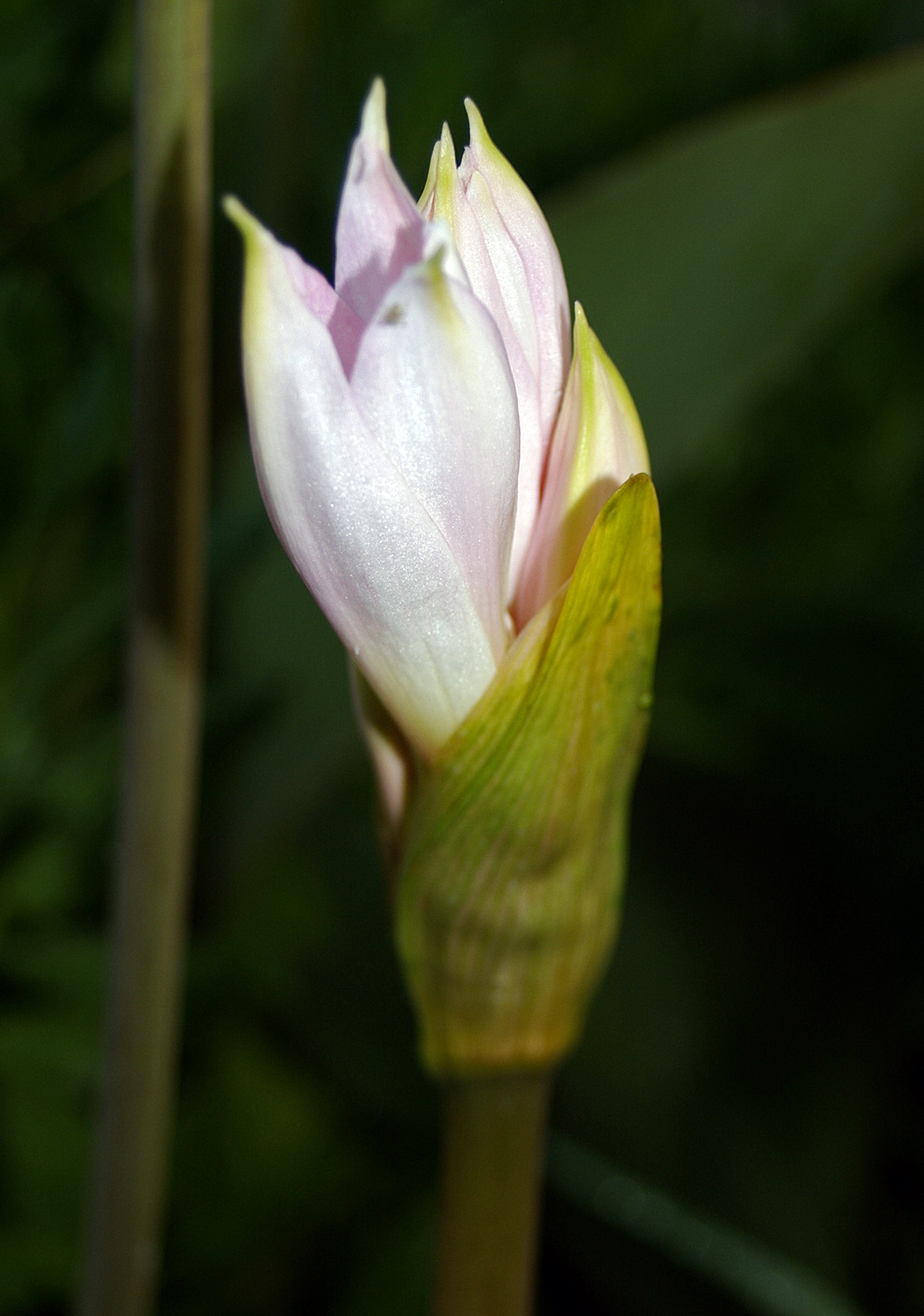
Início da floração, mostrando as brácteas.